# Козимо I де Медичи
Вижте пояснителната страница за други личности с името Козимо де Медичи.
Кòзимо I де Мèдичи (* 11 или 12 юни 1519, Флоренция, Флорентинско херцогство; † 21 април 1574, Велико херцогство Тоскана) е последният херцог на Флоренция (1537 – 1569) и първият велик херцог на Тоскана, управлявал от 1537 до 1574 г. По негово нареждане Джорджо Вазари построява двореца Уфици, който днес е една от най-големите картинни галерии.

## Произход
Той е единствено дете на известния кондотиер Джовани дале Банде Нере (* 1498 † 1526) и на съпругата му Мария Салвиати (* 1499 † 1543). Негови дядо и баба по бащина линия са Джовани де Медичи, нар. Пополано, и Катерина Сфорца, а по майчина – настойникът на баща му Якопо Салвиати и Лукреция де Медичи. Родителите му отрастват заедно. Той е тяхното единствено дете.
По бащина линия Козимо принадлежи към кадетския клон на Медичите, известен като Пополано, произлизащ от Лоренцо де Медичи Стария, брат на Козимо де Медичи Стария, първият де факто владетел на Флоренция. По майчина линия произлиза от самия основен клон, тъй като прадядо му е Лоренцо Великолепни, господар на Флоренция. По този начин Козимо I довежда на власт кадетския клон на Пополаните и дава живот на рода на Великия херцог.

## Биография

### Младежки години и вземане на властта
Козимо идва на власт през 1537 г., едва на 17 години, след убийството на херцога на Флоренция Алесандро де Медичи. Престъплението е замислено от Лоренцино де Медичи, далечен братовчед на херцог Алесандро, който обаче не успява да се възползва от възможността да замести своя роднина и в крайна сметка бяга от Флоренция. Никое от водещите семейства не изглежда в състояние да заеме мястото на Медичите, когато Козимо, тогава почти неизвестен, се появява в града, последван от няколко слуги.
Той идва от Муджело, където е израснал след смъртта на баща си, и успява да бъде номиниран за херцог, въпреки че принадлежи към второстепенен клон на семейството. Всъщност, предвид младата му възраст и скромното му поведение, много влиятелни личности във Флоренция по онова време се надяват да се справят със слабия, разсеян млад мъж, привлечен само от лова и жените: човек, лесен за влияние. Следователно Козимо е назначен за глава на правителството с уговорката, че властта ще се упражнява от Съвета на 48-те. Но Козимо е наследил изцяло борбения дух на баща си и на баба си по бащина линия Катерина Сфорца.
Веднага щом получава властта и след като получава указ, който изключва клона на Лоренцино де Медичи от всяко право на наследяване, той уволнява съветниците и поема абсолютната власт. Той възстановява властта на Медичите толкова здраво, че оттогава те управляват Флоренция и голяма част от днешна Тоскана до края на династията, което настъпва със смъртта на последния велик херцог на Медичите – Джан Гастоне през 1737 г.; управленческата структура, създадена от Козимо, продължава до провъзгласяването на Кралство Италия.
Авторитарното управление на Козимо подтиква някои важни граждани към доброволно изгнание. Те събират силите си и с подкрепата на Кралство Франция и съседните държави на Флоренция и в опит да свалят военно правителството на Флоренция тръгват към Флоренция в края на юли 1537 г. под ръководството на Пиеро Строци. Когато Козимо научава, че се приближават, той изпраща най-добрите си войски, командвани от Алесандро Вители, да блокират враговете. Битката се провежда близо до крепостта Монтемурло на 1 август 1537 г. и след като побеждава армията от изгнаници, Вители атакува замъка, където Строци и неговите приближени са намерили убежище. Обсадата продължава само няколко часа и завършва с падането на обсадените, давайки на Козимо първата му военна победа.
Водачите на бунта първо са хвърлени в затвора, а след това са обезглавени в двореца Барджело. През целия си живот Козимо действа безмилостно срещу онези, които се опитват да се противопоставят на плановете му. Трябва да се отбележи, че неговият деспотизъм е насочен най-вече към онези, които поставят под съмнение неговия авторитет, и следователно не към хората, а към тези благороднически и богати флорентински буржоа, които не толерират неговото надмощие и неговата власт. Тази абсолютистка етика включва и унищожаването, започнало на 20 октомври 1561 г. от Козимо I, на ценната катедрала в Арецо, разположена извън градските стени, на Коле дел Пиона, тъй като Пиеро Строци се е укрепил там на 20 юли 1554 г.

### Брак
Козимо първоначално иска да се ожени за Маргарита Пармска, дъщеря на император Карл V и вдовица на херцог Алесандро де Медичи. Но той получава само категоричен отказ и искането голяма част от наследството на Медичите да бъде изплатено на вдовицата. Изоставяйки този проект, той се жени през 1539 г. за Елеонора ди Толедо, дъщеря на дон Педро Алварес де Толедо, маркиз на Вилафранка и испански вицекрал на Неапол. Те се срещат за първи път във Вила Медичи в Поджо а Каяно и се женят с голяма помпозност в църквата „Сан Лоренцо“ във Флоренция: той е на 20, а тя – на 17 години. Благодарение на този брак Козимо придобивава огромното богатство на съпругата си и гарантира политическото приятелство на вицекраля на Неапол, един от най-доверените помощници на императора. Аньоло Брондзино рисува много портрети на Елеонора, най-известният от които („Елеонора от Толедо със сина си Джовани“) се съхранява в Уфици.
Козимо I има от Елеонора единадесет деца, като по този начин гарантира на теория наследството и възможността за комбиниране на бракове с други важни царуващи домове, макар че единственият, който оцелява трайно, е Фердинандо I. Елеонора умира през 1562 г. едва на 40 години заедно със синовете си Джовани и Гарция. Тримата са убити от малария, с която се заразяват по време на пътуване до Пиза, където искат да се лекуват от туберкулоза – болест, причинена от нездравословната ситуация в града и за да избяга от нея Елеонора е купила резиденцията Палацо Пити в Олтрарно.

### Първи години на управление
Още през 1537 г. започва неудържимият авторитарен възход на Козимо I, който изпраща епископа на Форли Бернардо Антонио де Медичи при император Карл V, за да го информира за случилото се след смъртта на Алесандро и за наследяването от самия Козимо, но преди всичко да потвърди лоялността си към него, за да получи имперско потвърждение. Започвайки от 1543 г., след като откупува последните крепости, които все още са в ръцете на императора, Козимо I, според систематичен план, съобразен с конкретните условия на Тосканската държава, изложен на честите преминавания на войски и заплашен отвътре от бандитизъм и флорентинските изгнаници, започва изненадваща строително-военна дейност:
- предприема изграждането на нови гарнизони, изграждайки крепости в Сиена, Арецо, Сансеполкро и Пистоя. В Сансеполкро освен това нарежда да бъдат разрушени всички села извън стените, които се разширили на значителна площ и са приютили различни сгради, включително църкви и болници, предпочитайки да укрепи древните градски стени, вместо да ги разширява;
- укрепва защитите от средновековен произход в Пиза, Волтера и Кастрокаро, в Романя, на няколко километра от Форли
- издига нови стени във Фивицано, за да блокира апенинските проходи Лагастрело и Черето
- укрепва Сан Пиеро а Сито, Емполи, Кортона и Монтекарло на границите на Република Лука
- нарежда града-крепост Портоферайо (Космополи) да бъде построен от нулата на остров Елба и плацдарми като Сасо ди Симоне в Монтефелтро и Тера дел Соле (Елиополи), между старата крепост на Кастрокаро, предназначена да бъде изоставена, и Форли, следователно на границата с държавата на църквата. Както подсказва името, Тера дел Соле трябва да представлява не просто укрепено място, а дори малък експеримент за идеален град. Краткото разстояние от Форли (по-малко от 10 km) показва, от една страна, силното проникване на властта на Флоренция в Романя (т. нар. „Тосканска Романя“), а от друга представлява непреодолима пропаст, тъй като столицата на Романя никога не е падала под властта на флорентинците и бележи, следователно, крайната граница на тяхната експанзия.

Друг приоритет на Козимо е търсенето на позиция на по-голяма независимост по отношение на европейските сили. Той изоставя традиционната позиция на Флоренция, обикновено съюзник с французите, за да действа на страната на император Карл V. Многократната финансова помощ, която Козимо гарантира на империята, му печели оттеглянето на имперските гарнизони от Флоренция и Пиза и още по-голяма политическа независимост.
Страхът от нови атаки срещу него го подтиква да създаде малък легион от лични бодигардове, съставен от швейцарци. През 1548 г. Козимо успява да убие Лоренцино де Медичи във Венеция от ръцете на Джовани Франческо Лотини, който наема двама убийци от Волтера. В продължение на години той го кара да го преследват из цяла Европа и със смъртта му са поставени всякакви възможни династични претенции срещу него над командването на Тоскана. На следващата година той посредничи в сблъсък между Сиена и империята, приемайки независимостта на града в замяна на присъствието на испански гарнизон вътре.
Той предпочита да не предприема превземането на Лука, спрян от страха, че жителите на Лука, ревниви за своята независимост, биха се преместили другаде със столицата си, разрушавайки търговията на града (както наистина се случва преди това с превземането на Пиза). От друга страна Лука, единственият италиански имперски град, се радва на важна подкрепа от могъщи европейски държави, също благодарение на богатството си, и опитът за завладяването му може да има непредвидими ефекти върху международния баланс. От друга страна, опитите му да получи Понтремоли и Корсика са неуспешни, които, за да избягат от генуезкото господство, биха приели съюза с Тоскана, с която имат, ако не друго, по-дълбоки културни и езикови връзки.
Знаейки, че не е много обичан от флорентинците, Козимо I ги държи далеч от армията, поради което ги разоръжава и набира войски само от другите си владения.

### Завладяване на Сиена
През 1552 г. Сиена се разбунтува срещу империята, гони испанския гарнизон и кара града да бъде окупиран от французите. През 1553 г. военна експедиция, изпратена от вицекраля на Неапол Дон Педро, се опитва да завладее отново града, но и благодарение на смъртта на самия вицекрал начинанието се проваля. През 1554 г. Козимо получава подкрепата на императора да води война срещу Сиена, използвайки собствената си армия. След няколко битки в провинцията между двата града и поражението на сиенците при Марчиано, Сиена е обсадена от флорентинците. На 17 април 1555 г., след много месеци на обсада, изтощеният град пада: населението на Сиена е намаляло от 40 хил. на 6000 жители.
Сиена остава под имперска защита до 1557 г., когато синът на императора, Филип II Испански, я отстъпва на Козимо, запазвайки за себе си териториите Орбетело, Порто Ерколе, Таламоне, Монте Арджентарио и Порто Санто Стефано, които впоследствие образуват Държавата на Президиите. През 1559 г., след Договора от Като-Камбрези в края на Френско-испанските войни в Италия, Козимо получава и остатъчните територии на Република Сиена, укрита в Монталчино, последния сиенски гарнизон под френска защита.

### Държавна организация
Въпреки че Козимо упражнява властта деспотично, при неговото управление Тоскана е държава в крак с времето. Той освобождава от всякакви длъжности, дори формални, повечето важни флорентински фамилии, без да вярва на членовете им. Вместо това той избира служители от нисш произход. След като получава титлата на велик херцог на Тоскана от папа Пий V през 1569 г., той поддържа юридическото и административно разделение между Херцогство Флоренция (т. нар. „Стара държава“) и Сиенското херцогство (наречено „Нова държава“ “, като следователно държи двете области експертно разделени и със собствени магистратури. Той подновява правораздаването, като издава нов наказателен кодекс. Прави магистратите и полицията ефективни. Неговите затвори са сред най-страшните в Италия. Подобно на европейските дворове от онова време, принцът създава сложната структура на семейство, изпълнено с професионални и културни фигури, нови за историята на града и за неговия личен опит. До 40-те и 60-те години на миналия век не е създаден общ фонд на Великото херцогство, който да дава точна сметка за публичните разходи и, за разлика от дворовете на Есте и Савоя, липсват очевидни и серийни исторически източници, както и сложни дворцови церемонии, с обреди, езици, актьори и изразителни кодове на суверенна власт – факти, които правят историята на Медичите от този период по-сравнима с такава на местна линия, отколкото с княжески двор.
Козимо премества резиденцията си от Палацо Медичи (сега Палацо Медичи-Рикарди) в Палацо Векио, така че всеки флорентинец да е наясно, че властта е изцяло в негови ръце. Години по-късно се премества в Палацо Пити.
Въвежда и финансира производството на гоблени. Строи пътища, дренажни съоръжения, пристанища. Оборудва много тоскански градове с крепости. Укрепва армията, създава Морския орден на Свети Стефан през 1561 г., базиран в Пиза в Палацо дей Кавалиери на Вазари, и подобрява тосканската флота, участвайки в битката при Лепанто. Със Закона за съюза от 1549 г. и с по-нататъшни назначения между 1559 и 1564 г. Козимо I променя функцията на древния Орден на гвелфската партия, премахвайки военните му функции и предоставяйки му пълна компетентност в управлението на територията на Великото херцогство от водния режим за поддържане на селските райони и залесените. Той насърчава икономическите дейности, както чрез възстановяване на древни индустрии (като добива на мрамор в Серавеца), така и чрез създаване на нови. Непрекъснатите увеличения на данъците, макар и балансирани от увеличаване на търговията, засаждат семената на народно недоволство, което ще става все по-остро с неговите наследници. Въпреки икономическите затруднения той е много разточителен като меценат.
Козимо също така продължава изучаването на алхимията и а езотеричните науки, страстта към които е наследил от баба си Катерина Сфорца.
През последните десет години от управлението си се отказва от воденето на вътрешните работи на държавата в полза на сина си Франческо.

### Велик херцог
Козимо работи, за да получи кралска титла, която го освобождава от състоянието на обикновен феодал на императора и следователно му дава по-голяма политическа независимост. Тъй като не намира подкрепа от имперската страна, той се обръща към Папството. Още с Павел IV той се опитва да получи титлата крал или ерцхерцог, но напразно. Накрая, през 1569 г., след като урежда споразумение с папата, според което той ще постави своя флот в услуга на Свещената лига, която се формира, за да противодейства на османското настъпление, Пий V издава була, която го прави велик херцог на Тоскана. През януари следващата година Козимо I е коронясан от самия папа в Рим. В действителност това право би принадлежало на Императора и поради тази причина Испания и Австрия отказват да признаят новата титла, заплашвайки да се откажат от Лигата, докато Франция и Англия веднага я приемат за валидна и с течение на времето всички европейски държави го признават. Някои историци предполагат, че сближаването между Пий V и последвалото предоставяне на желаната титла на Велик херцог е станало с предателското предаване на еретика Пиетро Карнесеки, който е намерил убежище във Флоренция, доверявайки се на защитата на самия херцог.

### Последни години и смърт
Смъртта на съпругата му през 1562 г. и на две от децата му от малария го засяга дълбоко. През 1564 г. той абдикира в полза на сина си Франческо, оттегляйки се във Вила Кастело близо до Флоренция.
След като се среща с Елеонора дели Албици, от която има две извънбрачни деца, през 1570 г., Козимо сключва с Камила Мартели морганатичен брак, която му ражда дъщеря, която по-късно е легитимирана и интегрирана в наследството. Влошаването на бурния му характер и постоянните му сблъсъци с децата му (Франческо I има съвсем различно виждане за държавата от баща си), поради новата му съпруга, правят последните му години бурни. Умира на 21 април 1574 г. на 55-годишна възраст, вече сериозно увреден от инсулт, който е ограничил подвижността и говора му.
През 1857 г., по време на първоначално проучване на телата на Медичи, тялото му е открито, както следва: „... всичко, което остава, са костите с малко кожа, прилепнала към тях; това по-специално на главата, която все още има прикрепена коса, тъй като на устните и на брадичката може да се видят мустаците и брадата, които са червеникави и примесени с бели косми... покрит с коприна Cappamagna... и облечен с червено сатенено сако с цели чорапи от същия цвят... Черепът ... е покрит с черна кадифена шапка [...] На гърдите му лежи счупен меч, с накрайник от позлатен метал и еднакво счупен, а вътре в ножницата, изработена от парцаливо кадифе, има малък нож и шило с позлатена желязна дръжка...“.

## Козимо I и изкуството
Козимо знае как да използва и политическата роля на изкуството, популяризирайки многобройни строителни обекти, които променят облика на Флоренция към по-добро, за да пренесе образа на своето управление като мъдро и просветено, носител на икономически и културен престиж за града.
Сред многото му различните работи изпъкват създаването на сградата, която би трябвало да приюти Магистратурите, т.е. административните служби на държавата, която, след като се превръща в галерия Уфици при Великия херцог Франческо I де Медичи, днес е един от най-важните и посещавани музеи в света. Козимо I разширява величествената сграда на Палацо Пити, която става официална резиденция на Великите херцози. Завършва градините Боболи – паркът на неговата резиденция. Той свързва новата си резиденция с Палацо Векио чрез Коридор Вазари.
Неговият двор е желан от художници с голяма стойност, включително Джорджо Вазари, Аньоло Брондзино, Бартоломео Аманати и Бенвенуто Челини. И именно по съвета на архитекта от Арецо Джорджо Вазари на 13 януари 1563 г. Козимо I основава Академията и Компанията на изкуството на рисуването, чиято роля и престиж със сигурност не се ограничават до тесните политически и икономически граници на Тосканското княжество, а израства между 16 и 17 век благодарение на изключителния принос на академици като Микеланджело Буонароти, Франческо да Сангало, Бенвенуто Челини, Бартоломео Аманати, Джамболоня, Галилео Галилей и др. Първите консули на Академията са, с единодушно гласуване, самият Козимо I и Микеланджело, който обаче вече от 1534 г. живее в Рим и умира годиа по-късно (погребението, което Академията му урежда, е голямо и освен всичко друго тя се погрижва и за връщането на тялото обратно във Флоренция, като го погребат в базиликата „Санта Кроче“). Докато Компанията е нещо като корпорация, към която трябва да се присъединят всички художници, работещи в Тоскана, Академията, съставена само от най-изтъкнатите културни личности от двора на Козимо, има за цел да защитава и контролира цялата художествена продукция на княжеството на Медичите. Със страст към археологията, Козимо I предприема обширни изследвания на етруските артефакти в Киузи, Арецо и други градове, изваждайки на бял свят множество предмети и статуи.
Голяма бронзова конна статуя на Козимо I, направена от Джамболоня, издигната през 1598, все още стои днес на главния площад на Флоренция – Пиаца дела Синьория.

## Козимо I и науката
Козимо I, подобно на целия клон на Медичите, произлязъл от него, е силно увлечен по естествените науки: през 1549 г., за да учуди своите поданици и чужденци, както и да демонстрира интереса си към чудесата на природата, той излага кашалот, открит близо до Ливорно, директно в Лоджия „Ланци“ на Пиаца дела Синьория във Флоренция.
По време на неговото управление са основани Ботаническите градини в Пиза (1544) и във Флоренция (1545). Той е автор на космографски изследвания и нарежда на монаха Еняцио Данти (1536 – 1586) да направи географските карти на всички известни тогава земи. Колекцията от научни чудеса (със силно присъствие на математически инструменти), създадена от Козимо, представлява най-старото ядро от колекциите от математически инструменти, които сега се съхраняват в Музея на Галилей във Флоренция.

## Брак и потомство
Козимо I се жени два пъти:
∞ 1. 29 март (брак с пълномощник), 29 юни 1539 г. във Флоренция за Елеонора ди Толедо (* 1522, Толедо; † 17 декември 1562, Пиза), дъщеря на дон Педро Алварес де Толедо и Сунига, испанския вицекрал на Неапол, и доня Мария Осорио и Пиментел, маркиза на Вилафранка дел Биерсо. Елеонора е позната от портрети, рисувани от Аньоло Брондзино. На най-известния от тях, изложен в Уфици във Флоренция, тя е със сина им Джовани. От нея Козимо I има седем сина и четири дъщери:
- Мария Лукреция де Медичи (* 3 април 1540; † 19 ноември 1557, Ливорно), принцеса
- Франческо I де Медичи (* 25 март, 1541, Флоренция; † 19 октомври, 1587, Поджо а Каяно), 2-ри Велик херцог на Тоскана; ∞ 1. 18 декември 1565, Флоренция за ерцхерцогиня Йохана Австрийска (* 24 януари 1547, Прага; † 10 април 1578, Флоренция), дъщеря на император Фердинанд I и на съпругата му Анна Ягелонина от Унгария и Бохемия, от която има осем деца 2. тайно юни 1578 за Бианка Капело (* 1548, Венеция, † 20 октомври 1587, Поджо а Каяно), венецианска благородничка, от която има един син. Обявява публично брака едва на 10 юни 1579 г.
- Изабела де Медичи (* 31 август 1542; † 16 юли 1576, Вила на Медичите, Черето Гуиди), ∞ 11 юли 1553 Рим за Паоло Джордано I Орсини (* 1541, Брачано; † 13 ноември 1585, Сало), първи херцог на Брачано, от когото има две дъщери и един син.
- Джовани де Медичи (* 28/29 септември 1543, Флоренция; † 20 ноември 1562, Ливорно), епископ на Пиза и кардинал от 31 януари 1560 г.
- Лукреция де Медичи (* 14 февруари 1544 или 7 юни 1545, Флоренция; † 21 април 1561, Ферара), херцогиня на Ферара, Модена и Реджо като съпруга от 1560 г. на Алфонсо II д’Есте
- Пиеро (Педрико) де Медичи (* 10 август 1546, Флоренция; † 10 юни 1547, Флоренция)
- Гарция де Медичи (* 5 юли 1547, Флоренция; † 12 декември 1562, Пиза)
- Антонио де Медичи (*/† 1548)
- Фердинандо I де Медичи (* 30 юли 1549, † 7 февруари, 1609), кардинал на Светата римска църква от 1562 г., след смъртта на брат си Франческо I се възкачва на престола на Велико херцогство Тоскана, ставайки 3-ти Велик херцог на Тоскана (1587); ∞ 8 декември 1588 г. за Кристина Лотарингска (* 1565, † 1636), дъщеря на Карл III, херцог на Лотарингия, и Клод дьо Валоа, дъщеря на френския крал Анри II и Катерина де Медичи, от която има пет сина и три дъщери.
- Анна де Медичи (* 19 март 1533, Флоренция; † 1 август 1553, Флоренция);
- Пиетро де Медичи, понякога наричан Пиеро или Педро, известен в Испания като Дон Педро (* 3 юни 1554, Флоренция; † 25 април, 1604, Мадрид), военен, генерал и политик, ∞ за доня Леонора Алварес де Толедо и Колона, нар. Дианора (* 1553, Флоренция; † 9 юли 1576, Флоренция, убита от него), дъщеря на Гарсия Алварес де Толедо и Осорио, 4-ти маркиз на Вилафранка дел Биерсо и брат на майка му, от която има един син 2. за доня Беатрис де Менезес и Нороня (* ок. 1560, † ок. 1603), дъщеря на Мануел IV де Менесез и Нороня, 1-ви херцог на Вила Реал, губернатор на Сеута, от която няма деца. Има няколко извънбрачни деца (от Антония Каравахал – двама сина и три дъщери, и от Мария де ла Рибера един син).

Потомците на Козимо и Елеонора, макар и многобройни, със сигурност не са докоснати от туберкулозата във Флоренция, която често изисква престой в крайбрежните райони, където вместо това има малария. Всъщност децата му Мария (1557), Джовани (1562) и Гарция (1562), както и съпругата му Елеонора (1562), умират от маларийна треска; три други (Педрико, Антонио и Анна) умират като бебета; Лукреция, херцогиня на Ферара, Модена и Реджо, умира много млада от туберкулоза (въпреки че враговете на нейния съпруг Алфонсо II д’Есте намекват, че тя е била отровена от него, за да може той да се ожени за ерцхерцогиня Барбара Австрийска като политически по-престижна партия); Франческо I умира мистериозно заедно с втората си съпруга Бианка Капело (дълги векове се предполага, че са били отровени от Фердинандо I, но последните научни анализи отричат тази хипотеза); Изабела, за която в продължение на много години се спекулира, че е умряла от ръцете на съпруга си по обвинения в изневяра, умира от жлъчна обструкция; Фердинандо I е единственият законен син, който наближава старост, и е третият велик херцог на Тоскана в продължение на много години, умирайки на 59-годишна възраст.
∞ 2. 1570 морганатично за Камила Мартели († 1574), негова отдавнашна метреса, от която има една дъщеря:
- Вирджиния де Медичи (* 29 май 1568, Флоренция; † 15 януари 1615, Модена), херцогиня на Модена и Реджо чрез брака си с Чезаре д’Есте‎. Родена извън брака, следователно нелегитимна, тя е легитимирана per subsequens през 1570 г. – годината на брака между двамата родители.

Козимо I има няколко извънбрачни деца.
Преди брака си с Еленора ди Толедо има дъщеря от неизвестна жена:
- Бианка де Медичи, нар. Бия (* ок. 1536, Флоренция; † 1 март 1542, Флоренция)

От метресата си Елеонора дели Албици (* 1543 Флоренция; † 19 март 1634, Флоренция) има син и дъщеря:
- Джовани де Медичи (* 13 май 1567, Флоренция; † 19 юли 1621, Мурано), гранд на Испания, флорентински посланик, архитект (автор на Параклиса на Принцовете в базиликата Сан Лоренцо), генерал на Венецианската армия (1616/1617); ∞ за Ливия Вернаца († 6 август 1655), дъщеря на занаятчията Бернардо Вернаца от Генуа, от която има син и дъщеря
- Дъщеря (*/† 1566 преди да е кръстена)

- Портрети на децата на Козимо I
- Аньоло Бронзино, Портрет на Мария де Медичи, 1551, Уфици
- Шипионе Пулцоне, Портрет на Франческо I, 1590, Уфици
- Алесандро Алори, Портрет на Изабела де Медичи, 1550 – 60, Галерия Палатина, Палацо Пити
- Бачо Ломи, Портрет на кардинал Джовани де Медичи, 1561
- Аньоло Брондзино, Елеонора от Толедо със сина си Джовани, 1544 – 45, Уфици
- Аньоло Брондзино, Портрет на Лукреция де Медичи, 1560, Худ. музей на Северна Каролина
- Аньоло Брондзино, Портрет на Гарсия де Медичи, ок. 1550, Прадо, Мадрид
- Шипионе Пулцоне, Портрет на Фердинандо I де Медичи, 1590, Уфици, Флоренция
- Санти ди Тито, Портрет на Пиетро де Медичи, ок. 1584 – 86, Уфици, Флоренция
- Школа на Алесандро Алори, Портрет на Камила Мартели,  XVI век
- Вирджиния де Медичи
- Аньоло Брондзино, Портрет на Бия де Медичи, 1542 – 45, Уфици
- Портрет на Дон Джовани де Медичи, XVI век